# إيمانويل ريفيير

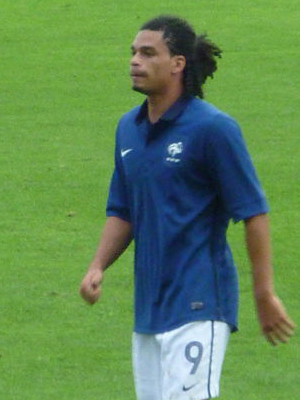

إيمانويل ريفيير (بالفرنسية: Emmanuel Rivière)‏ (مواليد 3 مارس 1990 في لولامينتين - فرنسا) لاعب كرة قدم فرنسي يلعب حاليا لصالح نادي الدرجة الأولى نادي موناكو الفرنسي منذ 2013 في مركز المهاجم .

## وصلات خارجية
- إيمانويل ريفيير على موقع الاتحاد الدولي (مؤرشف)  (الإنجليزية)
- إيمانويل ريفيير على موقع الاتحاد الأوربي (الإنجليزية)
- إيمانويل ريفيير على موقع رابطة كرة القدم الفرنسية للمحترفين (الإنجليزية)
- إيمانويل ريفيير على موقع قاعدة بيانات كرة القدم.إي يو (الإنجليزية)
- إيمانويل ريفيير على موقع ليكيب (الفرنسية)
- إيمانويل ريفيير على موقع ناشيونال فوتبول تيمز (الإنجليزية)
- إيمانويل ريفيير على موقع Soccerbase.com (لاعب) (الإنجليزية)
- إيمانويل ريفيير على موقع Soccerway.com (الإنجليزية)
- إيمانويل ريفيير على موقع عالم كرة القدم.نت (الإنجليزية)
- إيمانويل ريفيير على موقع AS.com (الإسبانية)